# Brice Tirabassi
Brice Tirabassi, né le 15 juin 1977 à Fréjus (Var), est un pilote de rallye français. Il a remporté le championnat de France des rallyes "Super 1600" en 2002 et le championnat du monde des rallyes junior 2003.

## Carrière
Il commence la compétition automobile en 1997 en formule de promotion avant de remporter le championnat de France des rallyes en 2002 et le championnat du monde des rallyes junior en 2003.

## Palmarès

### Titre
| Saison | Titre                                       | Voiture            |
| ------ | ------------------------------------------- | ------------------ |
| 2002   | Champion de France des rallyes "Super 1600" | Citroën Saxo S1600 |
| 2003   | Champion du monde des rallyes junior        | Renault Clio S1600 |

### Victoires

#### Victoires en championnat de France de rallye "Super 1600"
| # | Saison | Rallye                       | Copilote               | Voiture            |
| - | ------ | ---------------------------- | ---------------------- | ------------------ |
| 1 | 2002   | Rallye Terre de l'Auxerrois  | Jacques-Julien Renucci | Citroën Saxo S1600 |
| 2 | 2002   | Rallye Alsace-Vosges         | Jacques-Julien Renucci | Citroën Saxo S1600 |
| 3 | 2002   | Rallye Terre des Cardabelles | Jacques-Julien Renucci | Citroën Saxo S1600 |
| 4 | 2003   | Rallye Alsace-Vosges         | Jacques-Julien Renucci | Renault Clio S1600 |
| 5 | 2003   | Rallye Terre des Cardabelles | Jacques-Julien Renucci | Renault Clio S1600 |
| 6 | 2003   | Rallye du Touquet            | Jacques-Julien Renucci | Renault Clio S1600 |

#### Victoires en championnat du monde des Rallyes Junior (J-WRC)
| # | Saison | Rallye                    | Pays    | Copilote               | Voiture            |
| - | ------ | ------------------------- | ------- | ---------------------- | ------------------ |
| 1 | 2003   | 71e Rallye de Monte-Carlo | Monaco  | Jacques-Julien Renucci | Renault Clio S1600 |
| 2 | 2003   | 50e Rallye de l'Acropole  | Grèce   | Jacques-Julien Renucci | Renault Clio S1600 |
| 3 | 2003   | 39e Rallye de Catalogne   | Espagne | Jacques-Julien Renucci | Renault Clio S1600 |
| 4 | 2006   | 50e Tour de Corse         | France  | Jacques-Julien Renucci | Citroën Saxo S1600 |

#### Victoires en Championnat du monde des rallyes des voitures de production (P-WRC)
| # | Saison | Rallye               | Pays   | Copilote        | Voiture                |
| - | ------ | -------------------- | ------ | --------------- | ---------------------- |
| 1 | 2008   | 33e Rallye de Chypre | Chypre | Matthieu Baumel | Subaru Impreza WRX STI |

## Résultats en championnat du monde des rallyes
| Saison     | Rallye | Rallye | Rallye | Rallye | Rallye | Rallye | Rallye | Rallye | Rallye | Rallye | Rallye | Rallye | Rallye | Rallye | Rallye | Rallye | Points | Classement final |
| ---------- | ------ | ------ | ------ | ------ | ------ | ------ | ------ | ------ | ------ | ------ | ------ | ------ | ------ | ------ | ------ | ------ | ------ | ---------------- |
| 1999       | MON    | SWE    | KEN    | POR    | ESP    | FRA    | ARG    | GRE    | NZL    | FIN    | CHN    | ITA    | AUS    | GBR    |        |        | 0      | -                |
| 1999       | -      | -      | -      | -      | -      | Ab.    | -      | -      | -      | -      | -      | -      | -      | -      |        |        | 0      | -                |
|            |        |        |        |        |        |        |        |        |        |        |        |        |        |        |        |        |        |                  |
| 2000       | MON    | SWE    | KEN    | POR    | ESP    | ARG    | GRE    | NZL    | FIN    | CYP    | FRA    | ITA    | AUS    | GBR    |        |        | 0      | -                |
| 2000       | 29e    | -      | -      | -      | Ab.    | -      | -      | -      | -      | -      | -      | -      | -      | -      |        |        | 0      | -                |
|            |        |        |        |        |        |        |        |        |        |        |        |        |        |        |        |        |        |                  |
| 2001       | MON    | SWE    | POR    | ESP    | ARG    | CYP    | GRE    | KEN    | FIN    | NZL    | ITA    | FRA    | AUS    | GBR    |        |        | 0      | -                |
| 2001       | -      | -      | -      | -      | -      | -      | -      | -      | -      | -      | -      | Ab.    | -      | -      |        |        | 0      | -                |
|            |        |        |        |        |        |        |        |        |        |        |        |        |        |        |        |        |        |                  |
| 2002       | MON    | SWE    | FRA    | ESP    | CYP    | ARG    | GRE    | KEN    | FIN    | GER    | ITA    | NZL    | AUS    | GBR    |        |        | 0      | -                |
| 2002       | -      | -      | -      | -      | -      | -      | -      | -      | Ab.    | -      | -      | -      | -      | -      |        |        | 0      | -                |
|            |        |        |        |        |        |        |        |        |        |        |        |        |        |        |        |        |        |                  |
| 2003       | MON    | SWE    | TUR    | NZL    | ARG    | GRE    | CYP    | GER    | FIN    | AUS    | ITA    | FRA    | ESP    | GBR    |        |        | 0      | -                |
| 2003       | 17e    | -      | Ab.    | -      | -      | 17e    | -      | -      | 20e    | -      | Ab.    | -      | 17e    | Ab.    |        |        | 0      | -                |
| J-WRC 2003 | 1er    |        | Ab.    |        |        | 1er    |        |        | 2e     |        | Ab.    |        | 1er    | Ab.    |        |        | 38     | 1er (J-WRC)      |
|            |        |        |        |        |        |        |        |        |        |        |        |        |        |        |        |        |        |                  |
| 2004       | MON    | SWE    | MEX    | NZL    | CYP    | GRE    | TUR    | ARG    | FIN    | GER    | JPN    | GBR    | ITA    | FRA    | ESP    | AUS    | 0      | -                |
| 2004       | -      | -      | -      | -      | -      | -      | -      | -      | -      | Ab.    | -      | -      | -      | -      | -      | -      | 0      | -                |
|            |        |        |        |        |        |        |        |        |        |        |        |        |        |        |        |        |        |                  |
| 2005       | MON    | SWE    | MEX    | NZL    | ITA    | CYP    | TUR    | GRE    | ARG    | FIN    | GER    | GBR    | JPN    | FRA    | ESP    | AUS    | 0      | -                |
| 2005       | -      | -      | -      | 23e    | -      | 12e    | 26e    | -      | Ab.    | -      | -      | -      | -      | -      | -      | -      | 0      | -                |
| P-WRC 2005 |        |        |        | 9e     |        | 1er    | 8e     |        | Ab.    |        |        |        |        |        |        |        | 11     | 12e (P-WRC)      |
|            |        |        |        |        |        |        |        |        |        |        |        |        |        |        |        |        |        |                  |
| 2006       | MON    | SWE    | MEX    | ESP    | FRA    | ARG    | ITA    | GRE    | GER    | FIN    | JPN    | CYP    | TUR    | AUS    | NZL    | GBR    | 0      | -                |
| 2006       | -      | -      | -      | 30e    | 14e    | -      | 27e    | -      | Ab.    | -      | -      | -      | -      | -      | -      | -      | 0      | -                |
| J-WRC 2006 |        | -      |        | 8e     | 1er    | -      | 9e     |        | Ab.    | -      |        |        | -      |        |        | -      | 11     | 14e (J-WRC)      |
|            |        |        |        |        |        |        |        |        |        |        |        |        |        |        |        |        |        |                  |
| 2007       | MON    | SWE    | NOR    | MEX    | POR    | ARG    | ITA    | GRE    | FIN    | GER    | NZL    | ESP    | FRA    | JPN    | IRL    | GBR    | 0      | -                |
| 2007       | -      | -      | -      | -      | -      | -      | -      | -      | -      | -      | -      | -      | 12e    | -      | -      | -      | 0      | -                |
|            |        |        |        |        |        |        |        |        |        |        |        |        |        |        |        |        |        |                  |
| 2008       | MON    | SWE    | MEX    | ARG    | JOR    | ITA    | GRE    | TUR    | FIN    | GER    | NZL    | ESP    | FRA    | JPN    | GBR    |        | 0      | -                |
| 2008       | -      | -      | -      | -      | -      | -      | -      | -      | -      | -      | -      | 10e    | Ab.    | -      | -      |        | 0      | -                |